# 21110 Karlvalentin
21110 Karlvalentin è un asteroide della fascia principale. Scoperto nel 1992, presenta un'orbita caratterizzata da un semiasse maggiore pari a 2,3565809 UA e da un'eccentricità di 0,2229118, inclinata di 2,35693° rispetto all'eclittica.